# Auguste Barchou de Penhoën
Auguste Théodore Hilaire Baron Barchou de Penhoën (* 28. April 1801 in Morlaix, Finistère; † 28. Juli 1855 in Saint-Germain-en-Laye, Yvelines) war ein französischer Historiker, Autor, Übersetzer, Philosoph und Politiker.

## Leben
Barchou de Penhoën war ein Mitschüler Honoré de Balzacs in einem Internat der Oratorianer in Vendôme; wenn die beiden Jungen im Karzer saßen, unterhielten sie sich über philosophische Fragen. In der Restaurationszeit diente er als Offizier (im Rang des Capitaine) im Generalstab; 1830 wirkte er bei der Expedition nach Algier mit. Zu Beginn der Julimonarchie demissionierte er und widmete sich fortan der Literatur. Er schrieb für Revue des Deux Mondes, außerdem philosophische Texte, Reiseberichte; außerdem übersetzte er Werke deutscher Philosophen ins Französische (Histoire de la philosophie allemande depuis Leibnitz jusqu’à Hegel) Von 1849 bis 1851 war er Député des Finistère für die Fraktion der Monarchisten. 1850 wurde er in die Académie des Inscriptions et Belles-Lettres gewählt.

## Werke (Auswahl)

### Bücher
- Guillaume d’Orange et Louis-Philippe, 1688–1830, par le Bon Barchou de Penhoën (1835)
- Destination de l’homme, de Fichte. Paris Charpentier 1836
- Histoire de la philosophie allemande depuis Leibnitz jusqu’à Hegel, Band 1–2. Paris: Charpentier 1836
- Mémoires d’un officier d’État-major: Expédition d’Afrique (1835)
- Histoire de la conquête et de la fondation de l’empire anglais dans l’Inde (1841)
- Un Mot sur la situation politique par M. Barchou de Penhoën. Aux électeurs du Finistère (1849)
- L’Inde sous la domination anglaise, tome 1 (1850)

### Artikel in derRevue des Deux Mondes
- Schelling – Philosophie de la nature (1833)
- Philosophie de Fichte (1832)
- Le Choléra, fragment philosophique
- Le Chevalier du Couëdie
- Souvenirs de l’expédition d’Afrique
- L’Histoire de l’humanité d’après M. Ballanche
- Histoire des lois par les mœurs
- La navigation dans l’Orient, dans l’antiquité